# كلوب هاوس (تطبيق)
كلوب هاوس (بالإنجليزية: Clubhouse) هو تطبيق شبكات اجتماعية للدردشة الصوتية يسهل الاتصال السمعي من خلال الغرف التي يمكن أن تستوعب مجموعات تصل إلى 5000 شخص. يستضيف التطبيق الصوتينعممممبلل فقط غرفًا افتراضية للمناقشات الحية، مع إعطاء الفرص للأفراد للمشاركة من خلال التحدث والاستماع ولا يمكن الوصول إليه إلا عن طريق الدعوة. طُور هذا التطبيق في عام 2020 بواسطة بول دافيسون وروهان سيث من شركة Alpha Exploration Co. يُحظر أي تسجيل ونسخ ومشاركة ونسخ لهذه المحادثات بموجب قواعد التطبيق ولا يمكن إجراؤها إلا وفقًا للتعليمات التي يوفرها التطبيق. يقوم مطورو هذا التطبيق حاليًا (أبريل 2021) بإعداد إصدار أندرويد من التطبيق وقرروا إتاحة استخدام هذا التطبيق للجمهور. تم انتقاد التطبيق من قبل المستخدمين بسبب مشكلات أمنية وأصبح غير متوفر في بعض البلدان، بما في ذلك الأردن وعمان والصين.
في مايو 2020، بلغت قيمة التطبيق حوالي 100 مليون دولار. في 21 يناير 2021، بلغت قيمة هذا التطبيق مليار دولار. منذ أبريل 2021، اقتربت قيمة التطبيق من 4 مليارات دولار. تقوم شركات مثل فيس بوك وتويتر وديسكورد وسبوتيفاي وسلاك بتصميم برامج مشابهة لكلوب هاوس للتنافس مع البرنامج.

## التاريخ
تم إطلاق التطبيق في أبريل 2020. اكتسب البرنامج شعبية في الأشهر الأولى من جائحة فيروس كورونا، خاصة بعد استثمار 12 مليون دولار من شركة أندرسون هورويتز الإستثمارية. اعتبارًا من ديسمبر 2020، كان لدى التطبيق 600000 مستخدم مسجل ولم يكن متاحًا إلا عن طريق دعوة مستخدمي آي أو إس.

## الميزات
يحتوي التطبيق على مجموعة واسعة من النوادي والغرف الافتراضية مع محادثات حول مواضيع مختلفة مثل البرامج الحوارية والموسيقى والتواصل والتعارف والعروض والمناقشات السياسية. يحتوي التطبيق على مستخدمين مشهورين مثل دريك وكيفن هارت وتيفاني هاديش الذين يجرون محادثات افتراضية في النادي. وفقًا للإحصاءات التي قدمها موقع أب فيجر، تم تنزيل التطبيق 3 ملايين مرة من قبل المستخدمين حوالي 2.3 مليون من هذه التنزيلات في يناير 2021.

## المنصات
كان تطبيق الهاتف المحمول حصريًا في الأصل لمستخدمي آي أو إس. في يناير 2021، أعلنت الشركة أنها ستبدأ قريبًا في تطوير إصدار أندرويد. في فبراير 2021، استأجرت الشركة مطور برامج أندرويد وأطلقت لاحقًا إصدارًا تجريبيًا من تطبيق أندرويد في مايو 2021، وهو متاح مبدئيًا فقط للمستخدمين الموجودين في الولايات المتحدة، مع إمكانية الوصول إلى جميع أنحاء العالم في وقت لاحق. في 21 مايو 2021، أصبح التطبيق متاحًا في جميع أنحاء العالم لمستخدمي أندرويد.

## مشاكل أمنية
في 10 أبريل 2021، أفاد موقع سايبرنيوز على الإنترنت أنه تم تسريب قاعدة بيانات تحتوي على معلومات 1.3 مليون مستخدم للتطبيق من قبل المخترقين. الأمر الذي حدث هذا بعد أيام فقط من تسريب معلومات أكثر من نصف مليار مستخدم على فيس بوك.
وفقًا لهذا الموقع، تشمل المعلومات الواردة في قاعدة البيانات هذه: معرف المستخدم والاسم وصورة الملف الشخصي واسم المستخدم ومعرف تويترو إنستغرام (إذا قام المستخدم بتسجيل الدخول) وعدد المتابعين وتاريخ إنشاء الحساب.
كما أشارت الموقع في تقريره، إن المعلومات الواردة في قاعدة البيانات هذه هي جميع البيانات العامة للمستخدمين ولا تحتوي على هوية أو معلومات مشفرة. نتيجة لذلك، لا يبدو أنه يشكل تهديدًا لمستخدمي التطبيق. ومع ذلك، قد تنشئ مجموعة من المخترقين ملفات تعريف مستخدم أكثر اكتمالاً عن طريق مطابقة المعلومات الموجودة في قاعدة البيانات مع البيانات الأخرى الواردة في أحداث مثل تسريبات مستخدمي فيس بوك على الإنترنت، واستخدامها في هجمات التصيد الاحتيالي. تتضمن هذه المعلومات اسم البريد الإلكتروني ورقم الهاتف ومعلومات مهمة أخرى. لم يعلق مديرو التطبيق حتى الآن على الخرق الأمني.

## حظر الحكومات
تم حظر التطبيق في عمان لعدم وجود ترخيص مناسب للعمل. كما تم حظره في الأردن والصين. قبل الحظر في فبراير 2021، جذب التطبيق عددًا كبيرًا من المستخدمين الصينيين لمناقشة مواضيع مختلفة، بما في ذلك الموضوعات الحساسة سياسيًا، مثل الاحتجاجات في هونغ كونغ والوضع السياسي لتايوان. يثير نقص الرقابة والتنظيم في التطبيق قلق العديد من الحكومات. يُزعم أن الإمارات العربية المتحدة قد خفت الوصول إلى التطبيق، مما جعل الوصول إليه مستحيلًا في البلاد. وصفت مصر التطبيق بأنه مكان للإرهابيين. في 9 أبريل 2021، حظرت شركات الهاتف المحمول الإيرانية التطبيق.